# Blepharicera courtneyi
Blepharicera courtneyi är en tvåvingeart som beskrevs av Gregory R. Curler och Dudley Moulton 2007. Blepharicera courtneyi ingår i släktet Blepharicera och familjen Blephariceridae.
Artens utbredningsområde är Tennessee. Inga underarter finns listade i Catalogue of Life.